# Wilhelm Pelikan
Wilhelm Pelikan (Pula, 3. prosinca 1893. – Arlesheim, 17. studenoga 1981.), kemičar, antropozof, farmaceut, vrtlar i praktičar antropozofske medicine.

## Život
Otac mu je bio njemačko-austrijski vladin službenik, a majka mu je bila Dalmatinka koja je radije govorila talijanski nego njemački jezik.
Rano djetinjstvo proveo je u Galiciji. Studirao je kemiju u Beču i Grazu. Pozvan je u vojnu službu 1916. godine, no teška bolest pluća i srca označila je kraj njegovoj službi. Tijekom bolesti netko mu je dao Steinerovu knjigu Znanje o višim riječima. Godine 1918. prisustvovao je Steinerovu predavanju u Beču, a poslije je postao njegov osobni učenik i cijeli je život posvetio antropozofiji.